# Domingo Sarasty
José Domingo Néstor Sarasty Montenegro (Pupiales, 10 de noviembre de 1906 - Bogotá, 15 de mayo de 1976), fue un abogado penalista, jurisconsulto, juez y político colombiano de ascendencia ecuatoriana, miembro del Partido Conservador Colombiano del cual fue militante del ala laureanista, de tendencia ultraconservadora.
Fue magistrado de la Sala Penal y presidente de la Corte Suprema de Justicia, posesionando a Laureano Gómez como presidente. Procurador de la Nación, ministro de Gobierno en el gobierno de Laureano Gómez entre 1950-1951, negociador del gobierno con las guerrillas liberales. También fue miembro de la Corte Electoral, en 1949, 1950, 1954, 1955, 1956, y 1957. 
Representante a la Cámara por Nariño, Senador de la República entre 1970-1972 y como diplomático fue Embajador de Colombia en México y Ecuador. El presidente Misael Pastrana lo nombró embajador en Ecuador, ya que por haber nacido en Nariño había estado en contacto con la frontera de ese país.

## Biografía
José Domingo Néstor Sarasty Montenegro nació en Pupiales, Nariño, el 10 de noviembre de 1906, en el seno de una familia tradicional de la región.
Recibió una educación tradicional católica en un colegio de los hermanos maristas en Pupiales durante su primaria, y durante la secundaria estudió en Pasto en el Colegio de la Inmaculada, y en el San Francisco Javier de los jesuitas, graduándose del bachillerato en 1927. Obtuvo su título de abogado de la Universidad Nacional de Colombia, en Bogotá, el 5 de septiembre de 1931.
Fue elegido diputado de la Asamblea Departamental de Nariño entre 1931 y 1932, juez municipal del municipio de Barbacoas, juez del circuito de Pasto y Magistrado del Tribunal Superior de Nariño, cuerpo judicial del cual fue nombrado magistrado de la Corte Suprema de Colombia.

### Magistrado de la Corte Suprema de Justicia de Colombia (1945-1950)
Sarasty fue elegido en 1945 Magistrado de la Corte Suprema de Justicia, siendo integrante de la Sala Penal hasta 1950, año en que fue elegido presidente de la corporación. En su calidad de presidente de la corporación, y no habiendo congreso para juramentar al presidente electo dado que el Congreso estaba clausurado desde 1949, a Sarasty le correspondió tomar posesión a Laureano Gómez como presidente de la república. Célebre fue el discurso de conciliación que pronunció Sarasty durante la ceremoniaː

"Es necesario emprender la reconstrucción moral de la Patria para retornar a la normalidad, hay que extirpar la violencia y levantar la cultura del pueblo para evitar la lucha de clases, el delito y el derramamiento de sangre de los colombianos."
Domingo Sarasty Montenegro, 7 de agosto de 1950

### Ministro de Gobierno de Colombia (1950-1951)
El elocuente discurso pronunciado por Sarasty durante la toma de posesión de Gómez el 7 de agosto de 1950 le valió el nombramiento del presidente como Ministro de Gobierno, siendo el encargado de promover las políticas estatales del nuevo gobierno.
La salud del presidente no era la mejor, pues sufría de ataques cardíacos y tenía antecedentes de derrames cerebrales en su juventud, pese a solo tener 61 años en el momento de su posesión. Ante esa situación, Gómez expidió un decreto para establecer la sucesión ministerial en caso de su deceso o por enfermedad.
Sarasty fue llamado a ocupar la Designación Presidencial, hasta su renuncia en julio de 1951. De haber permanecido en el ministerio, Sarasty hubiese ocupado la presidencia de Colombia tras la licencia de Gómez por un infarto el 2 de noviembre de 1951.

### Embajador de Colombia en México (1951-1954)
Fuera del ministerio, el gobierno de Laureano Gómez lo nombró embajador en México mediante el Decreto 1581 del 21 de julio de 1951, mismo día que abandonó el ministerio. Permaneció en el cargo durante el gobierno provisional de Roberto Urdaneta y luego de casi un año del gobierno de Gustavo Rojas Pinilla, en marzo de 1954, cuando pasó a ser magistrado de la Corte Electoral.

### Presidente de la Corte Electoral (1954)
Sarasty fue designado como magistrado y presidente de la Corte Electoral en 1954 en su calidad de magistrado con mayor trayectoria en la corporación, siendo el responsable de defender la reforma constitucional que le otorgó los derechos políticos a las mujeres colombianas. La reforma se aprobó mediante Acto Legislativo 3 del 25 de agosto de 1954, expedido por la Asamblea Constituyente y apoyado por el gobierno del general Gustavo Rojas Pinilla.  
El movimiento sufragista colombiano se inició desde finales de los años 30, y en los años 50 contó con figuras importantes tales como la hija y esposa del general Rojas (María Eugenia Rojas y Carolina Correa de Rojas), la ex primera dama Bertha Hernández de Ospina, y las futuras senadoras Josefina Valencia de Hubach y Esmeralda Arboleda, entre otras damas de sociedad de ambos partidos políticos.

### Magistrado de la Corte Suprema de Justicia, segundo período (1954-1957)
En 1954, Sarasty fue nombrado nuevamente magistrado de la Sala Penal de la Corte Suprema de Justicia, hasta 1957.

### Procurador General de Colombia (1958)
En mayo de 1958, la Junta Militar de Gobierno nombró a Sarasty como Procurador General de Colombia, ocupando el cargo hasta octubre de ese año, cuando el presidente Alberto Lleras Camargo lo reemplazó por Rodrigo Noguera Laborde, tras su renuncia para dedicarse a la primera campaña presidencial de Misael Pastrana Borrero.

### Últimos añosː Frente Nacional (1968-1976)
Durante la última etapa del Frente Nacional, Sarasty fue elegido representante a la cámara por el conservatismo unido en Nariño, ocupando la curul de 1968 hasta el 20 de julio de 1970. En 1970 fue electo senador por Nariño representando, en esta ocasión, al conservadurismo ospino-pastranista, del 20 de julio de 1970 al 20 de julio de 1974.
En 1971, el Misael Pastrana Borrero lo nombró embajador en Ecuador, aprovechando la cercanía de Sarasty con ese país, a raíz de su arraigo en la frontera colombiana.
Domingo Sarasty falleció el 15 de mayo de 1976, luego de varios años luchando contra la diabetes.

## Familia
Domingo Sarasty Montenegro era miembro de una familia tradicional de su región, siendo sus padres el ganadero Enrique Sarasti Velasco y su esposa Margarita Montenegro Coral, siendo sus hermanos Inés, Francisco José Daniel, Luis Elías, Marta y Luis Enrique Sarasti Montenegro.
Su padre era sobrino nieto de Tomasa Sarasti y Ante, quien se casó con el político José Félix de Restrepo. Tomasa era sobrina, a su vez, del banquero Pedro Agustín de Valencia, tío abuelo a su turno de los próceres Marcelino y Santiago Pérez de Arroyo (padre del político Miguel Arroyo Hurtado). Enrique también era sobrino nieto del exalcalde de Popayán Francisco Antonio Sarasti y Ante.
Su madre, por su parte, estaba emparentada con el expresidente Manuel de Bernardo Álvarez, tío del expresidente Antonio Nariño, cuya nieta (de Manuel), a su vez, se casó con el expresidente Pedro Groot de Alea

## Obras
Comentario a la Jurisprudencia de la Honorable Corte Suprema de Justicia editada en 3 tomos.